# Burgh by Sands
Burgh by Sands è un villaggio e parrocchia civile dell'Inghilterra, appartenente alla contea della Cumbria.